# Лабокша (приток Шогды)
Лабокша — река в Бабаевском районе Вологодской области России, правый приток Шогды.
Начинается в деревне Ананино Пожарского сельского поселения, течёт на юго-восток и впадает в Шогду в 43 км от её устья, в 3 км к востоку от деревни Шогда Борисовского сельского поселения. Длина реки составляет 17 км, площадь водосборного бассейна — 138 км². Крупнейшие притоки — Маловский ручей и Кулишка (оба правые).

## Данные водного реестра
По данным государственного водного реестра России относится к Верхневолжскому бассейновому округу, водохозяйственный участок реки — Суда от истока и до устья, речной подбассейн реки — Реки бассейна Рыбинского водохранилища. Речной бассейн реки — (Верхняя) Волга до Куйбышевского водохранилища (без бассейна Оки).
Код объекта в государственном водном реестре — 08010200212110000007616.